# 伯克·胡里
伯克·胡里（?—?），又称胡里·伯克，阿古柏的次子，乌兹别克人。
1864年，和父亲一起入侵新疆。1867年夏，阿古柏攻入库车，命胡里伯克为库车长官。1872年，伯克胡里镇压乌鲁木齐的起义驻玛纳斯。1877年，阿古柏死后，他在喀什噶尔杀死弟弟海古拉。举兵攻打阿克苏阿奇木汗，再攻和田、喀什噶尔汉城，清军将至，胡里伯克逃到俄罗斯帝国。